# ループ式掃気
ループ式掃気（ループしきそうき）、もしくはシニューレ式掃気（シニューレしきそうき）は、動弁のない2ストローク機関で掃気効率を向上させる仕組みである。
掃気孔を排気孔の正面から左右にずらした位置に配置することにより、掃気孔からの新気を一度シリンダ内面にぶつけたり、それぞれの掃気孔からの新気をぶつけるなどして反転させて燃焼ガスを追い出す機構を指す。

## 概要
2ストローク機関内での気体の流動は、4ストローク機関におけるそれよりも更に決定的である。というのは、燃焼室への流入・流出の二つの流れが共に同時に起こるからである。流れの様態は乱流を起こすことなく、良く定義されたパターンに収まっていなければならない。2ストローク機関の効率は効率的な掃気、つまり燃焼後の気体が新気で完全に補充・置換される事に依存する。
ユニフロー掃気ディーゼルエンジンのように独立したスーパーチャージャーを持つディーゼル機関以外、2ストローク機関は一般的にシリンダーポート方式であり、クランクケース圧縮（一次圧縮）を用いる。各気筒毎にクランクケースからシリンダーへ移送するポートを持ち、排気ポートはその中に設けられる。それらのポートはピストンの下降に伴って開口する; ピストンの下降で高い位置の排気ポートは早く開口し、ピストンの上昇で遅く閉口する。
クランクケースからの移送ポートと単一排気ポートを単純に構成すると、それぞれを反対側に設けることになる。このクロスフロー掃気の性能は悪く、吸気は直接排気側に抜け、燃焼室の上部の掃気はなされずに混合気が廃棄される。シニューレ式掃以前は、移送された混合気をピストン上部で反射させて、燃焼室上部で下方にするU字型の気流で排気ポートで排気する様になっていた。この理想的な気体流動は決して実現されず、替わりに中途で混ざり合い、さらに燃焼状態の悪化を招いた。
1926年に、クロックナー・フンボルト・ドイツ社の技術者であったアドルフ・シニューレ(Adolf Schnürle, 1897-1951)が彼の名を冠するポートのシステムを開発した。ポート群は気筒の同じ側に再配置され、排気ポートの両側に分割された吸気ポート（クランクケースからの移送ポート）が角度をもって設けられた。ピストンでの反射は必要がなくなった。気体の流れは吸気ポートから燃焼室を巡って排気ポートへ至った。
シニューレ式掃気によってピストンの形の制約が減った。これによって燃焼室の形状と燃焼状態を改良することが可能になり、良い燃焼が可能になり、高速化が図られた。